# Aleksander Słuczanowski

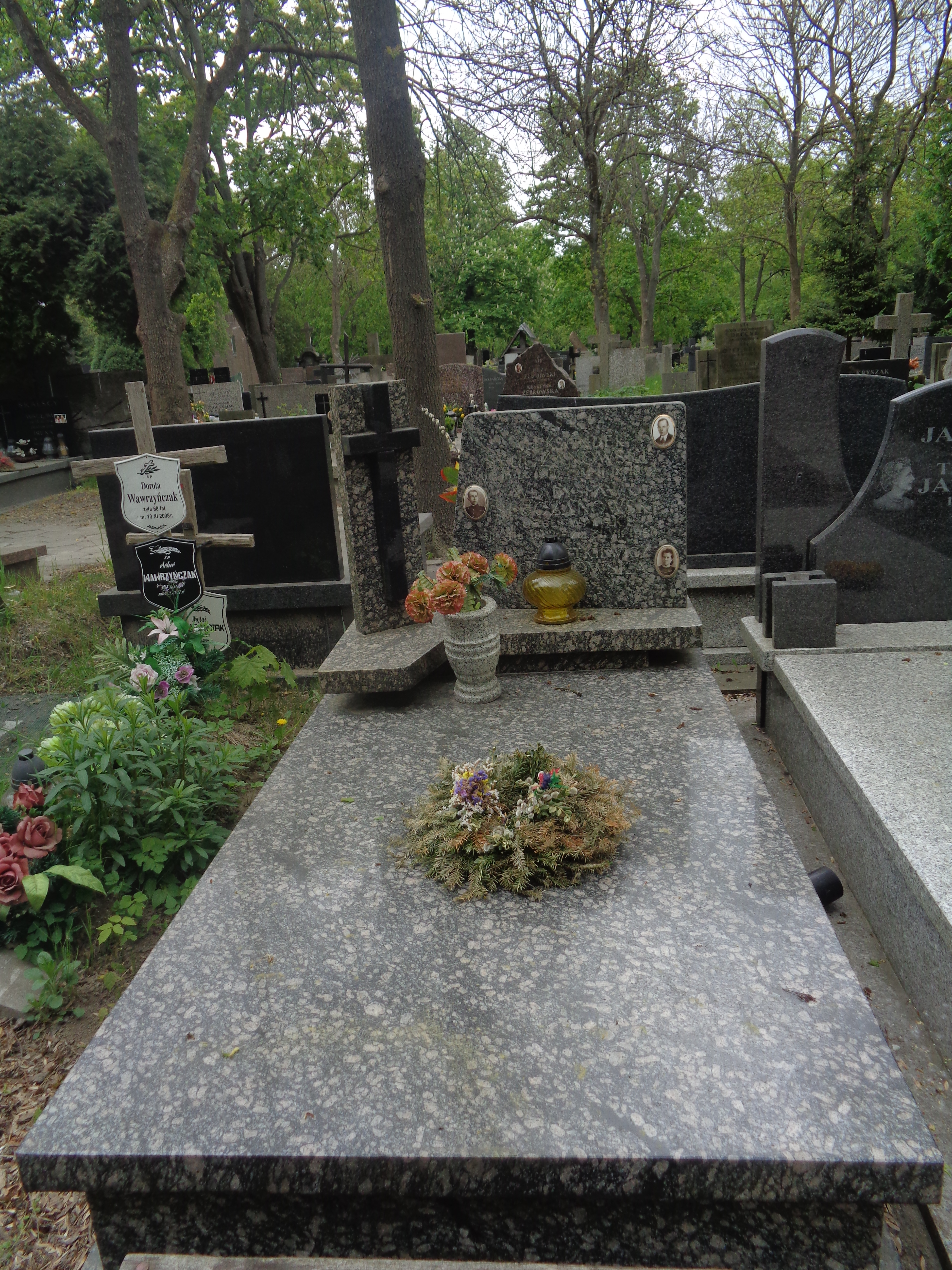
Das Grab von Aleksander Słuczanowski

Aleksander Słuczanowski (* 13. September 1900 in Stawropol, Russisches Kaiserreich; † 11. September 1942) war ein polnischer Eishockeyspieler.

## Karriere
Aleksander Słuczanowski spielte auf Vereinsebene für AZS Warschau. Mit der Mannschaft gewann er in den Jahren 1927, 1928 und 1929 drei Mal in Folge den polnischen Meistertitel.

### International
Für die polnische Eishockeynationalmannschaft nahm Słuczanowski an den Olympischen Winterspielen 1928 in St. Moritz teil. Insgesamt bestritt er zwei Länderspiele für sein Heimatland.

## Erfolge und Auszeichnungen
- 1927 Polnischer Meister mit AZS Warschau
- 1928 Polnischer Meister mit AZS Warschau
- 1929 Polnischer Meister mit AZS Warschau